# Ucieczka (film 1986)
Ucieczka – polski film obyczajowy z 1986 roku. Debiutancka produkcja i jednocześnie film dyplomowy Tomasza Szadkowskiego (Wydział Radia i Telewizji Uniwersytetu Śląskiego w Katowicach), kręcony pod okiem Krzysztofa Kieślowskiego. Film otwierający cykl Kronika wypadków.

## Obsada aktorska
- Adrianna Biedrzyńska – dziewczyna
- Zbigniew Zamachowski – chłopak
- Jerzy Stuhr – mechanik Czesio
- Marek Sawicki – Krzysiek, były chłopak dziewczyny
- Irena Laskowska – matka chłopaka
- Wiesław Drzewicz – ojciec chłopaka
- Andrzej Bielski
- Renata Pałys
- Halina Piechowska